# فیلیپ بری
فیلیپ جیمز کویین بری (به انگلیسی: Philip James Quinn Barry) نمایش‌نامه‌نویس برجسته آمریکایی در	۱۸ ژوئن ۱۸۹۶ در شهر روچستر در ایالت نیویورک به دنیا آمد. «داستان فیلادلفیا» عنوان مهمترین اثر اوست.

## نمایش‌نامه‌ها
- Autonomy (1919)
- A Punch for Judy (1921)
- You and I (1923)
- The Youngest (1924)
- In a Garden (1925)
- White Wings (1926)
- John (1927)
- Paris Bound (1927) عازم پاریس
- Holiday (1928)
- Cock Robin (play) (به همراه المر رایس) (1928)
- Hotel Universe (1930)
- Tomorrow and Tomorrow (1931)
- ' (1932)The Animal Kingdom [۲]
- The Joyous Season (1934)
- Bright Star (1935)
- Spring Dance (1936)
- Here Come the Clowns (1938)
- The Philadelphia Story (1939) داستان فیلادلفیا
- Liberty Jones (1941)
- Without Love (1942)
- Foolish Notion (1945)
- My Name is Aquilon (1949), از نمایش‌نامه ژان-پیر آمون اقتباس شده
- Second Threshold (1951), توسط رابرت ای شروود تکمیل شد